# St Michael and all Angels (Withyham)
St Michael and all Angels is een anglicaanse parochiekerk in Withyham (East Sussex). De kerk stamt ten minste uit de dertiende eeuw en is gebouwd op een plaats die vermoedelijk al een heidens heiligdom was. De kerk is gewijd aan de aartsengel Michaël en alle engelen. De kerk dankt haar bekendheid aan het feit dat zich hier de Sackville Chapel bevindt, waar sinds de dood van Thomas Sackville, Lord Bockhurst, 1ste graaf van Dorset leden van de adellijke families Sackville en Sackville-West zijn begraven.

## Geschiedenis
De kerk wordt voor het eerst genoemd in een breve van de Engelse koning Eduard I aan paus Nicolaas IV waarin hij hem een tiende deel van de kerkelijke beneficiën toezegde ten behoeven van de kruistochten. De kerk van Withyham wordt hierin aangeslagen voor een bedrag van 45 Marken. In de veertiende eeuw werd de kerk geheel herbouwd. In de late zestiende eeuw schonk de Engelse koningin Elizabeth I de kerk – die in de loop van de reformatie in staatshanden was gekomen – aan haar trouwe dienaar Thomas Sackville. De kerk is sindsdien formeel eigendom van de Sackvilles, maar geldt als gewone parochiekerk van de Anglicaanse Kerk. Sindsdien huisvest de Saint Michael de (praal)graven van de familie Sackville. In de crypte onder de kapel is ook de as bijgezet van de schrijfster Vita Sackville-West (1892–1962), echtgenote van sir Harold Nicolson, die zelf werd begraven op de begraafplaats van Sissinghurst, nabij Sissinghurst Castle.